# 齊格山
47°04′05″N 9°14′59″E / 47.06814°N 9.2496°E

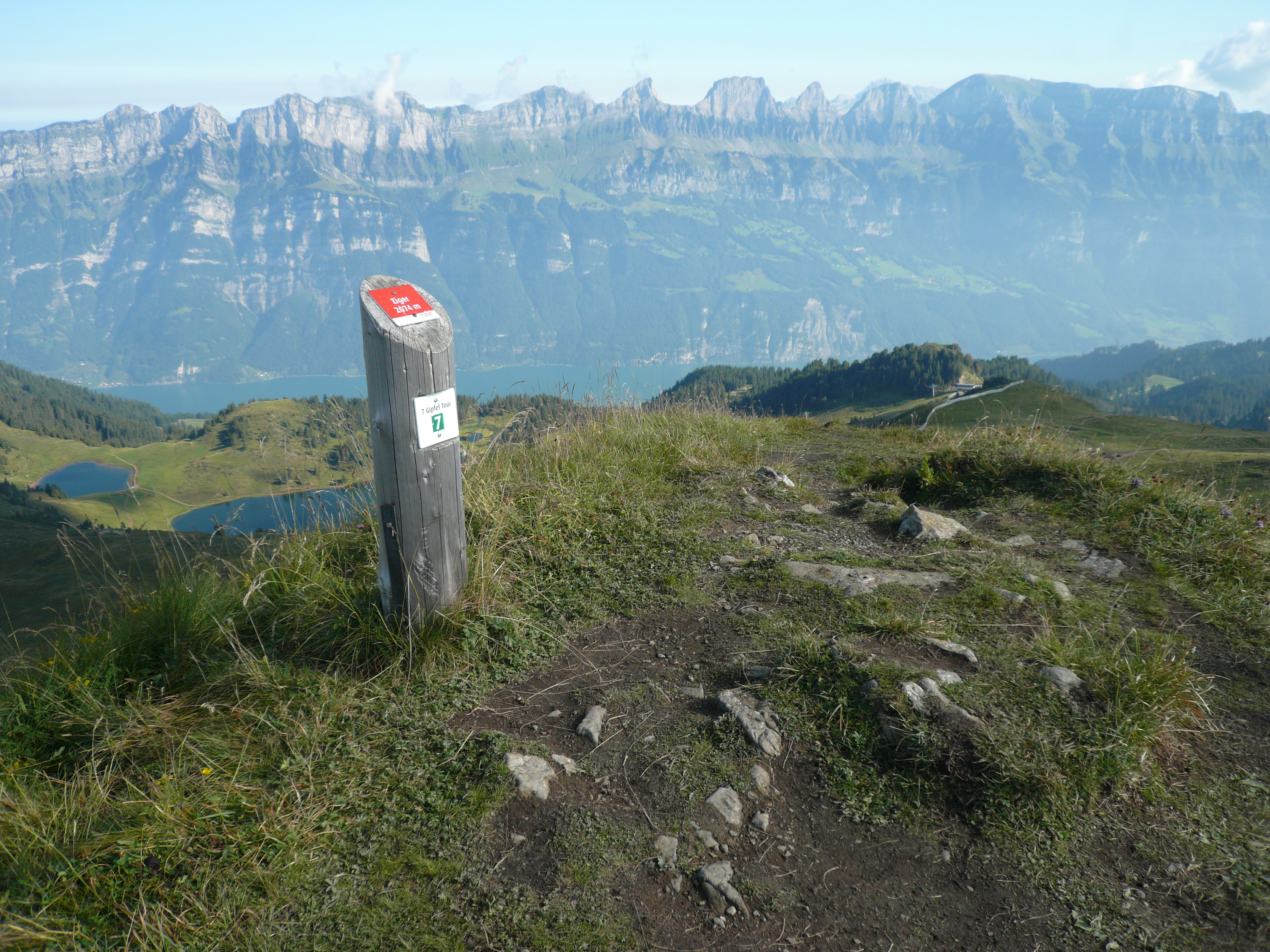

齊格山（德語：Ziger），是瑞士的山峰，位於該國東北部，由聖加侖州負責管轄，距離萊斯特山0.9公里，該山峰海拔高度2,074米，每年平均降雨量1,954毫米。